# Steven Hilliard Stern
Steven Hilliard Stern (Timmins, Ontario, 1 de novembre de 1937 - Encino, Califòrnia, 27 de juny de 2018) va ser un director de documentals i de televisió, guionista i productor de televisió canadenc.

## Biografia
Stern va estudiar a l'Institut de Tecnologia de la Ryerson University i va servir en la Infanteria Canadenca abans de començar la seva carrera com a director. Va començar la seva carrera a la publicitat, escrivint i dirigint anuncis de ràdio i televisió, i després es va traslladar a Los Angeles als anys seixanta, on va escriure per al programa de varietats de l'ABC The Hollywood Palace.
La major part de la producció de Stern es va centrar en el camp de les pel·lícules destinades a la televisió, tant als Estats Units com al Canadà, centrades en temes femenins, thriller, cinema negre, acció / aventura i, de tant en tant, esports. En alguns crèdits apareixia com a Steve Stern i Steven H. Stern en lloc del segon nom complet.
Stern va morir a Encino, Califòrnia, el 27 de juny de 2018, als 80 anys.

## Filmografia
- 1971: B.S. I Love You
- 1972: Lo B'Yom V'Lo B'Layla
- 1974: Harrad Summer
  - a.k.a. Love All Summer (USA: video title)
  - a.k.a. Student Union
- 1975: I Wonder Who's Killing Her Now?
  - a.k.a. Kill My Wife Please
- 1977: Escape from Bogen County
- 1978: The Ghost of Flight 401
- 1978: Doctors' Private Lives
- 1978: Getting Married
- 1979: Fast Friends
- 1979: Anatomia d'una seducció
- 1979: Young Love, First Love
- 1979: El corredor
- 1980: Portrait of an Escort
- 1981: Miracle on Ice
- 1981: The Devil and Max Devlin
- 1981: A Small Killing
- 1982: The Ambush Murders
- 1982: Portrait of a Showgirl
- 1982: Not Just Another Affair
- 1982: Forbidden Love
- 1982: Mazes and Monsters
- 1983: Baby Sister
- 1983: Still the Beaver
- 1983: An Uncommon Love
- 1984: Desenfunda!
- 1984: Getting Physical
- 1984: Obsessive Love
- 1985: The Undergrads (com Steven H. Stern)
- 1985: Murder in Space
- 1985: Hostage Flight
- 1986: The Park Is Mine
- 1986: Young Again
- 1986: Many Happy Returns
- 1987: Not Quite Human (com Steven H. Stern)
- 1987: Rolling Vengeance
- 1988: Man Against the Mob
- 1988: Weekend War
- 1988: Crossing the Mob
- 1989: Final Notice (com Steven H. Stern)
- 1990: Personals
- 1991: Money
- 1991: Love & Murder
- 1992: The Women of Windsor
- 1993: Morning Glory
- 1994: To Save the Children (com Steven Stern)
- 1995: Black Fox (com Steven H. Stern)
- 1995: Black Fox: The Price of Peace (com Steven H. Stern)
- 1995: El silenci de l'adulteri)
- 1995: Black Fox: Good Men and Bad (com Steven H. Stern)
- 1997: Breaking the Surface: The Greg Louganis Story
- 1998: City Dump: The Story of the 1951 CCNY Basketball Scandal (codirigida amb George Roy)
- 2002: :03 from Gold (no acreditat)

## Televisió
- 1976: Serpico
- 1976: Bonnie and McCloud
- 1976: McCloud (1 episodi)
- 1976: Who's Who in Neverland
- 1976-1977: Quincy M.E. (2 episodis)
- 1977: Dog and Cat
- 1977: Has Anybody Here Seen Quincy?
- 1977: Wipe-Out
- 1977: The Hardy Boys / Nancy Drew Mysteries (1 episodi)
- 1977: Half LIfe (1 episodi)
- 1977: Logan's Run (1 episodi)
- 1977: Deep Cover (TV episodi)
- 1977: Hawaii Five-O (1 episodi)
- 1981: Jessica Novak (1 episodi)
- 1981: Closeup News (TV episodi)
- 1998: Voices (TV episodi)
- 1998: The Crow: Stairway to Heaven (1 episodi)
- 1999: The Dream Team

## Premis i nominacions
- El 1980 fou nominat al premi Genie al millor guió original per El corredor[1]